# Dominois
Dominois est une commune française située dans le département de la Somme en région Hauts-de-France.
Depuis le 13 février 2020, la commune fait partie du parc naturel régional Baie de Somme - Picardie maritime.

## Géographie

### Localisation
Dominois est un village picard du Ponthieu.
À vol d'oiseau, la localité est située à 10 km au nord-ouest de Crécy-en-Ponthieu, 14 km au sud-ouest d'Hesdin-la-Forêt, 16 km au sud-est de Montreuil-sur-Mer, 26 km au nord d'Abbeville et à 59 km au nord d'Amiens.
Le territoire de la commune est limitrophe de ceux de quatre communes.
Les communes limitrophes sont  Argoules, Douriez, Ponches-Estruval, Saulchoy et Vironchaux.

### Sol, sous-sol, hydrographie, relief
Le sol est de formation crétacée, du secondaire et du tertiaire. Une couche végétale, souvent épaisse recouvre de l'argile reposant sur une épaisseur de craie considérable. Cette craie, assez dure, a servi autrefois à la construction.
Dans la vallée, une couche alluviale comprend des veines de tourbe, jadis utilisée comme combustible.
La vallée de l'Authie, large de 500 m environ, se ramifie en deux vallons. Le point culminant est situé sur le plateau, au sud, sud-ouest du territoire. Le relief est caractérisé par une suite de petits plateaux animés par de modestes vallons entre Authie et Maye.
En cas d'orages ou de fonte subite de neige, les inondations se limitent aux marais. Un canal de dessèchement, creusé vers 1830, sert de trop-plein aux eaux quand elles commencent à déborder.
Les étangs résultant de l'extraction de la tourbe couvrent une quinzaine d'hectares.
La partie basse et marécageuse de la commune est plus sujette aux brouillards.

### Hydrographie

#### Réseau hydrographique
La commune est située dans le bassin Artois-Picardie. Elle est drainée par l'Authie, la Villa, l'Argoules, les Fontaines et un autre petit cours d'eau.
L'Authie, d'une longueur de 108 km, prend sa source dans la commune de Coigneux et se jette  dans la Manche, son embouchure formant une vaste baie, comprise entre Fort-Mahon-Plage et Berck, typique des estuaires picards. Les caractéristiques hydrologiques de l'Authie sont données par la station hydrologique située sur la commune. Le débit moyen mensuel est de 7,83 m3/s. Le débit moyen journalier maximum est de 29 m3/s, atteint lors de la crue du 13 décembre 1966. Le débit instantané maximal est quant à lui de 26,7 m3/s, atteint le 21 mars 2001.

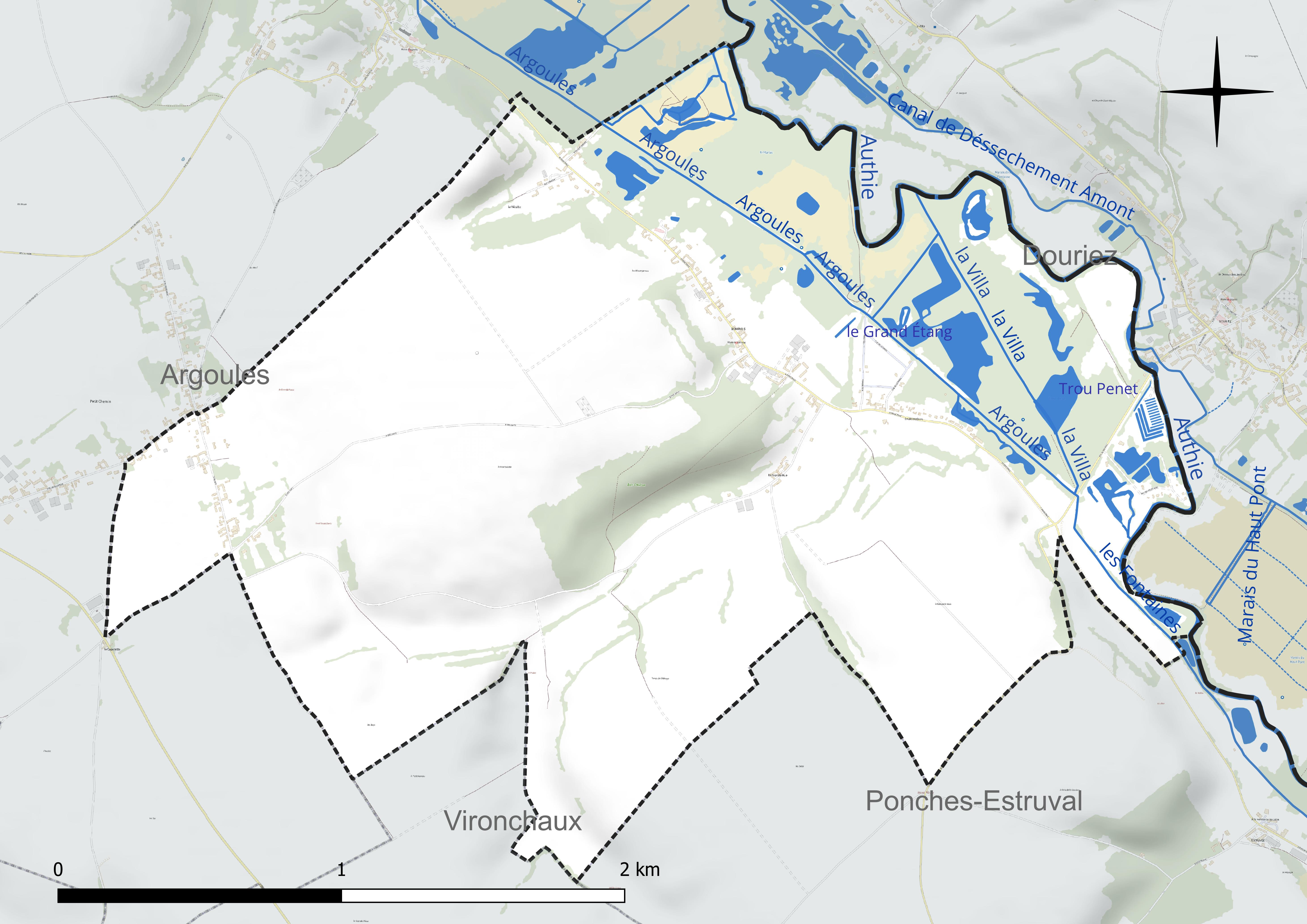
Réseau hydrographique de Dominois.

Deux plans d'eau complètent le réseau hydrographique : le Grand étang (6 ha) et Trou Penet (3,4 ha),.

#### Gestion et qualité des eaux
Le territoire communal est couvert par le schéma d'aménagement et de gestion des eaux (SAGE) « Authie ». Ce document de planification concerne un territoire de 1 253 km2 de superficie, délimité par le bassin versant de l'Authie. Le périmètre a été arrêté le 5 août 1999 et le SAGE proprement dit est, en 2024, en cours d'élaboration. La structure porteuse de l'élaboration et de la mise en œuvre est le syndicat mixte Canche Et Authie.
La qualité des cours d'eau peut être consultée sur un site dédié géré par les agences de l'eau et l'Agence française pour la biodiversité.

### Climat
Pour des articles plus généraux, voir Climat des Hauts-de-France et Climat de la Somme.
En 2010, le climat de la commune est de type climat océanique franc, selon une étude du CNRS s'appuyant sur une série de données couvrant la période 1971-2000. En 2020, Météo-France publie une typologie des climats de la France métropolitaine dans laquelle la commune est exposée à un climat océanique et est dans la région climatique Côtes de la Manche orientale, caractérisée par un faible ensoleillement (1 550 h/an) ; forte humidité de l'air (plus de 20 h/jour avec humidité relative > 80 % en hiver), vents forts fréquents.
Pour la période 1971-2000, la température annuelle moyenne est de 10,7 °C, avec une amplitude thermique annuelle de 13,1 °C. Le cumul annuel moyen de précipitations est de 846 mm, avec 12,5 jours de précipitations en janvier et 8,2 jours en juillet. Pour la période 1991-2020, la température moyenne annuelle observée sur la station météorologique la plus proche, située sur la commune d'Abbeville à 25 km à vol d'oiseau, est de 11,0 °C et le cumul annuel moyen de précipitations est de 806,2 mm,. Pour l'avenir, les paramètres climatiques de la commune estimés pour 2050 selon différents scénarios d'émission de gaz à effet de serre sont consultables sur un site dédié publié par Météo-France en novembre 2022.

## Urbanisme

### Typologie
Au 1er janvier 2024, Dominois est catégorisée commune rurale à habitat dispersé, selon la nouvelle grille communale de densité à sept niveaux définie par l'Insee en 2022.
Elle est située hors unité urbaine et hors attraction des villes,.

### Occupation des sols
L'occupation des sols de la commune, telle qu'elle ressort de la base de données européenne d'occupation biophysique des sols Corine Land Cover (CLC), est marquée par l'importance des territoires agricoles (70,5 % en 2018), une proportion identique à celle de 1990 (70,5 %). La répartition détaillée en 2018 est la suivante : 
terres arables (56,5 %), prairies (14 %), zones humides intérieures (11,8 %), forêts (9,9 %), zones urbanisées (6,7 %), milieux à végétation arbustive et/ou herbacée (1,1 %). L'évolution de l'occupation des sols de la commune et de ses infrastructures peut être observée sur les différentes représentations cartographiques du territoire : la carte de Cassini (XVIIIe siècle), la carte d'état-major (1820-1866) et les cartes ou photos aériennes de l'IGN pour la période actuelle (1950 à aujourd'hui).

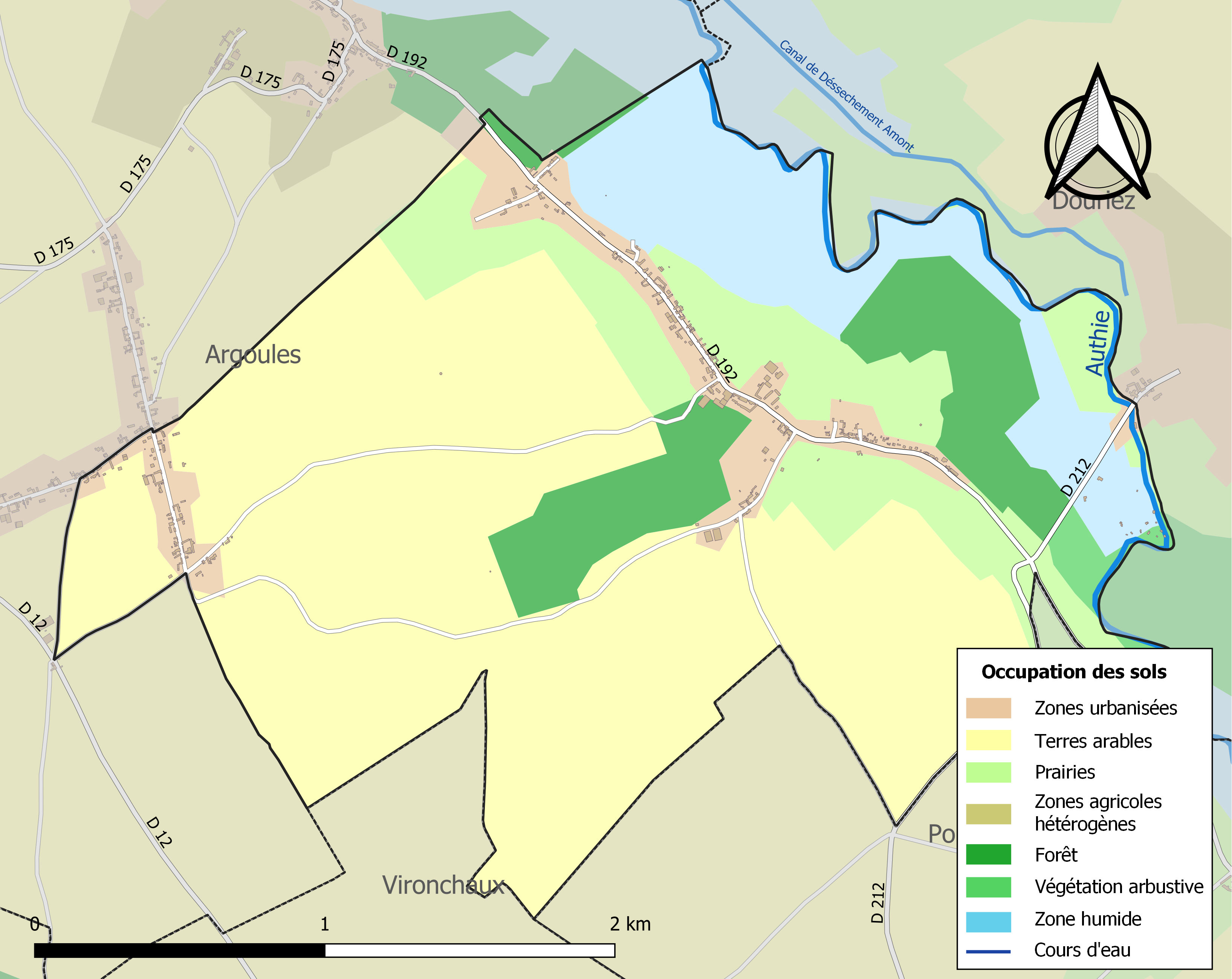
Carte des infrastructures et de l'occupation des sols de la commune en 2018 (CLC).

### Lieux-dits, hameaux et écarts
En 1899, deux hameaux complétaient le chef-lieu :
- le Petit-Chemin, dont l'origine est datée de 1400 et dont seulement un tiers est rattaché à Dominois (partage effectué en 1604), à 1 500 m du chef-lieu, 152 habitants
- le Pont-de-Douriez, à 1 km, 12 habitants, faisait partie, au point de vue catholique, de la paroisse de Douriez[6].

### Voies de communication et transports
Dominois se trouve en rive gauche, dans la vallée de l'Authie, sur la route départementale 192, le chemin qui va de Ponches à Argoules.
La gare la plus proche est celle de Rue, sur la ligne Paris-Calais, à 17 km.
En 2019, la localité est desservie par le réseau d'autocars Trans'80 (ligne no 13, Ponches - Crécy - Abbeville), chaque jour de la semaine, sauf le dimanche.

## Toponymie
Le nom de la localité est attesté sous les formes Dominatorum en 1000 ; Dominiensis en 1042 ; Dominois en 1123 ; Daminois entre 1124 et 1154 ; Dominica curtis en 1200 ; Domoire en 1554 ; Dominis en 1579 ; Domynois-sur-Authie au xvie siècle ; Dominoy en 1638 ; Domino en 1707 ; Dominot en 1710 ; Dominoi en 1733 ; Dominais en 1764.
Les documents anciens nous apportent Ademinationé et Dominis, ce qui pourrait correspondre à un domaine considérable, caractérisé par son grand nombre de seigneurs,.

## Histoire

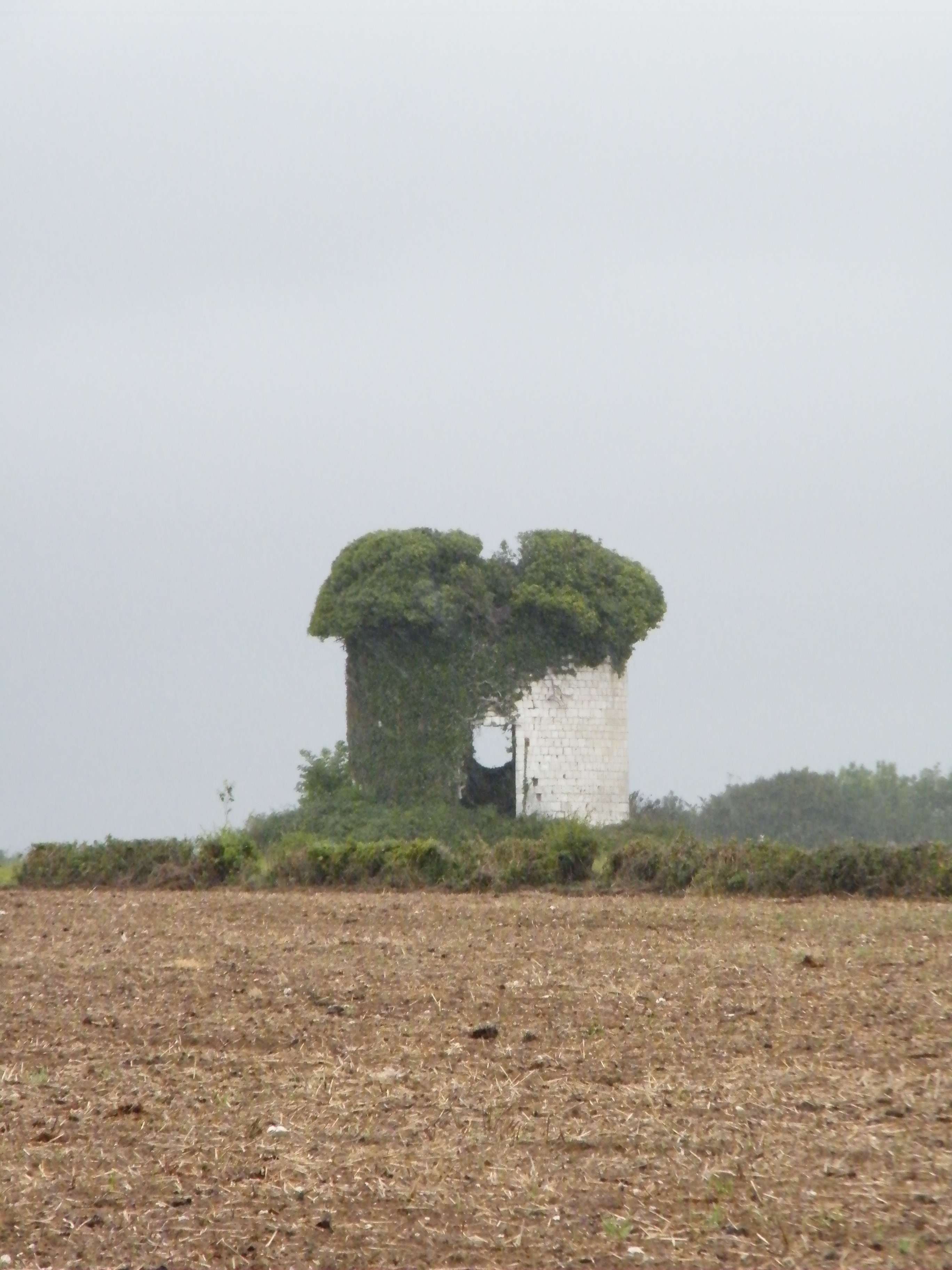
La tour du moulin en ruines.

- Baudoin de Cayeux, fondateur de l'abbaye de Saint-Josse en 1125, semble être le premier seigneur connu[6].

Une forteresse relevant des Cayeux serait alors construite au milieu des marais. Deux autres seigneurs viendront s'installer auprès de ce domaine : les Ponchel et les Petit-Ponthieu.
- Les De Caïeu, famille parmi les seigneurs du lieu, ont également porté une croix ancrée. Leur blason est souvent confondu avec celui de Dominois[28].
- En 1231, le chevalier Gauthier de Dominois est sire de Dominois. Son sceau dont on ne connait pas les couleurs originelles a été repris par la commune pour le blason communal, depuis 1995[28].
- Vers 1550, un dénommé Grouches-Griboval transforme une tour située dans les champs en moulin à blé[6].
- Des carrières profondes, creusées dans la craie sont supposées avoir servi de refuge pendant les périodes troublées[6].
- Dès 1760, le village dispose d'une école[6].
- Le marais communal, servant de pâturage pour les animaux des habitants, donne lieu à des conflits répétés avec les seigneurs locaux. Ces conflits prendront fin avec la Révolution[6].
- 1849 : Comme dans toutes les communes de France, la population masculine majeure put, pour la première fois, aller voter grâce à l'instauration du suffrage universel.
- En 1899, l'école compte 42 écoliers, garçons et filles[6].
- À cette même époque, la culture du houblon, autrefois prospère, a été remplacée par la production de pommes à cidre[6].

## Politique et administration
| Période                                  | Période                   | Identité         | Étiquette | Qualité                    |
| ---------------------------------------- | ------------------------- | ---------------- | --------- | -------------------------- |
| Les données manquantes sont à compléter. |                           |                  |           |                            |
| 1995                                     | mai 2020                  | Jean-Marc Trunet |           |                            |
| mai 2020                                 | En cours (au 4 juin 2020) | Jean-Louis Labry |           | Cadre dans la restauration |

## Population et société

### Démographie
L'évolution du nombre d'habitants est connue à travers les recensements de la population effectués dans la commune depuis 1793. Pour les communes de moins de 10 000 habitants, une enquête de recensement portant sur toute la population est réalisée tous les cinq ans, les populations de référence des années intermédiaires étant quant à elles estimées par interpolation ou extrapolation. Pour la commune, le premier recensement exhaustif entrant dans le cadre du nouveau dispositif a été réalisé en 2005.

En 2022, la commune comptait 170 habitants, en évolution de −5,56 % par rapport à 2016 (Somme : −1,26 %, France hors Mayotte : +2,11 %).
| 1793 | 1800 | 1806 | 1821 | 1831 | 1836 | 1841 | 1846 | 1851 |
| ---- | ---- | ---- | ---- | ---- | ---- | ---- | ---- | ---- |
| 375  | 400  | 420  | 434  | 442  | 453  | 458  | 452  | 437  |

| 1856 | 1861 | 1866 | 1872 | 1876 | 1881 | 1886 | 1891 | 1896 |
| ---- | ---- | ---- | ---- | ---- | ---- | ---- | ---- | ---- |
| 423  | 440  | 426  | 434  | 427  | 380  | 386  | 372  | 358  |

| 1901 | 1906 | 1911 | 1921 | 1926 | 1931 | 1936 | 1946 | 1954 |
| ---- | ---- | ---- | ---- | ---- | ---- | ---- | ---- | ---- |
| 347  | 334  | 311  | 274  | 283  | 252  | 266  | 270  | 279  |

| 1962 | 1968 | 1975 | 1982 | 1990 | 1999 | 2005 | 2006 | 2010 |
| ---- | ---- | ---- | ---- | ---- | ---- | ---- | ---- | ---- |
| 242  | 209  | 201  | 183  | 169  | 141  | 143  | 143  | 195  |

| 2015 | 2020 | 2022 | - | - | - | - | - | - |
| ---- | ---- | ---- | - | - | - | - | - | - |
| 181  | 173  | 170  | - | - | - | - | - | - |

### Enseignement
Pour l'année scolaire 2016-2017, en matière d'enseignement primaire, les communes de Vironchaux, Machy, Machiel et Dominois sont associées au sein d'un regroupement pédagogique intercommunal dispersé (RPI).

## Culture locale et patrimoine

### Lieux et monuments
- L'église, vouée à saint Antoine et à saint Denis, jouxte le monument aux morts pour la patrie. Le clocher à bulbe repose sur une ancienne tour de guet, utilisée lorsque l'Authie servait de frontière[35].

- Les restes du moulin de Pierre de Dominois[36].
- Oratoire à la Vierge, sur un socle de blocs de grès, semblable à ceux rencontrés en vallée d'Authie depuis 1960[35].
- Chapelle à la Vierge à Petit-Chemin, avec vitrail en ogive au-dessus de la porte[35].

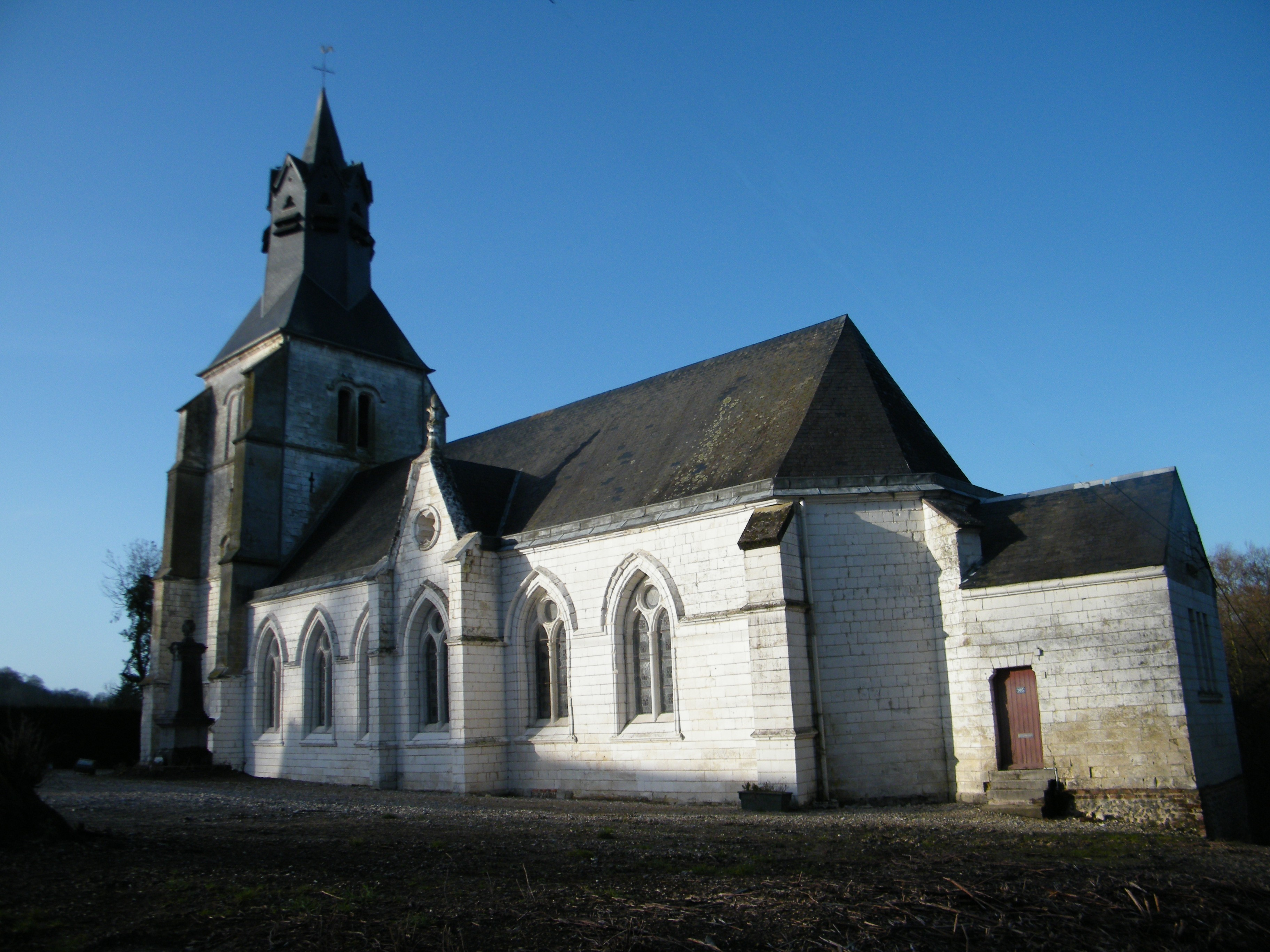
Église Saint-Antoine-et-Saint-Denis.
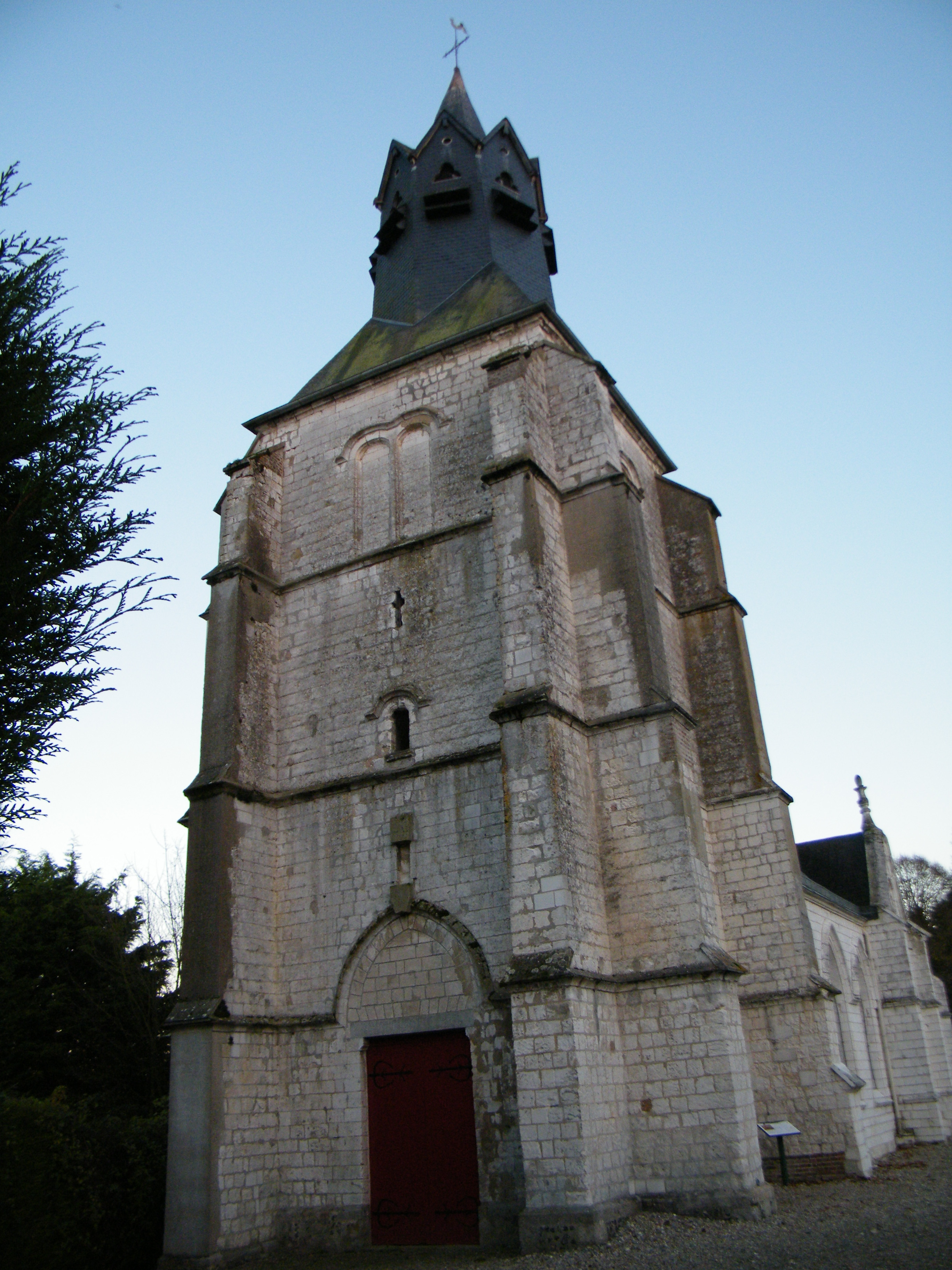
Façade de l'église.
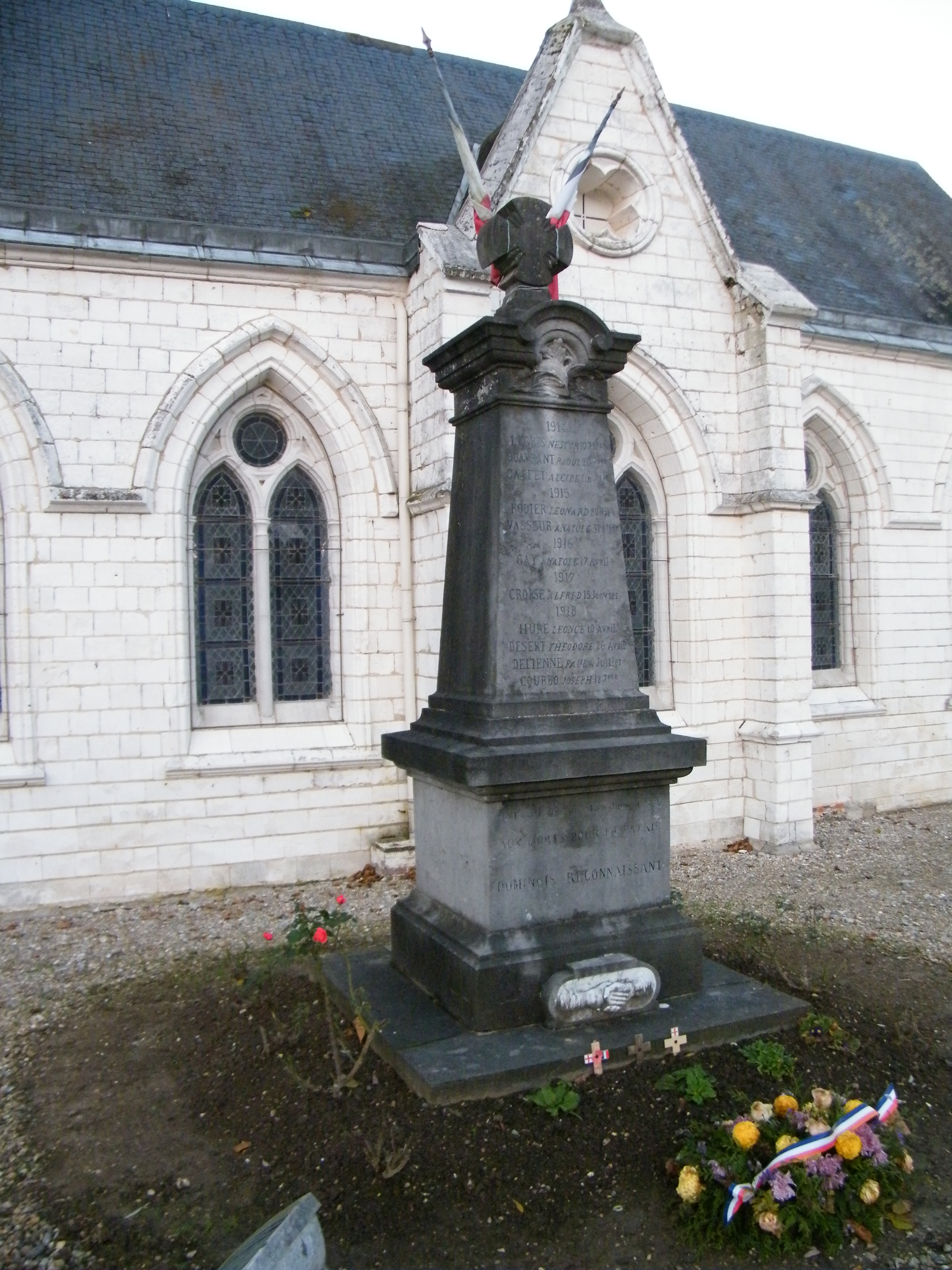
Monument aux morts.
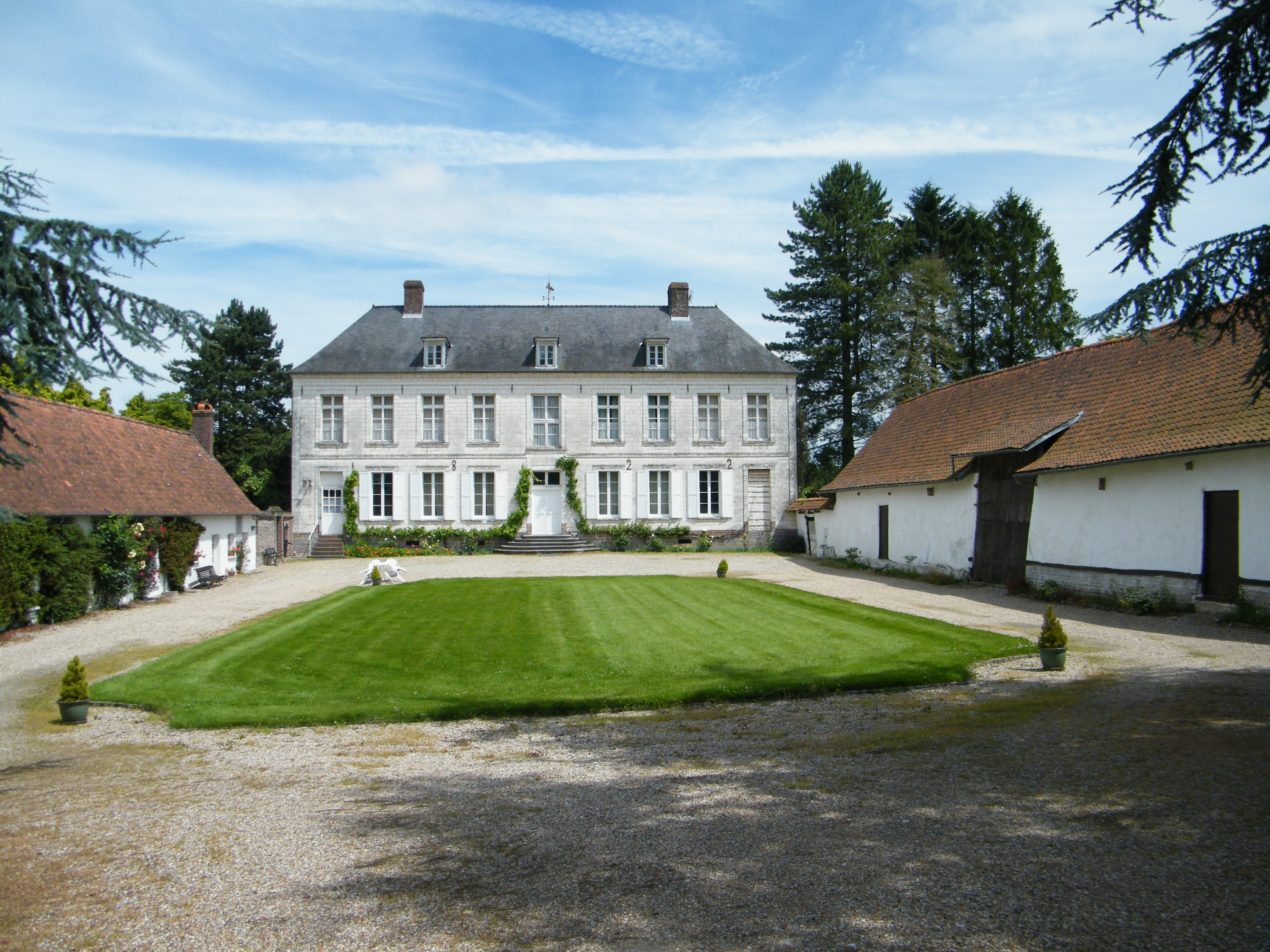
Le château.
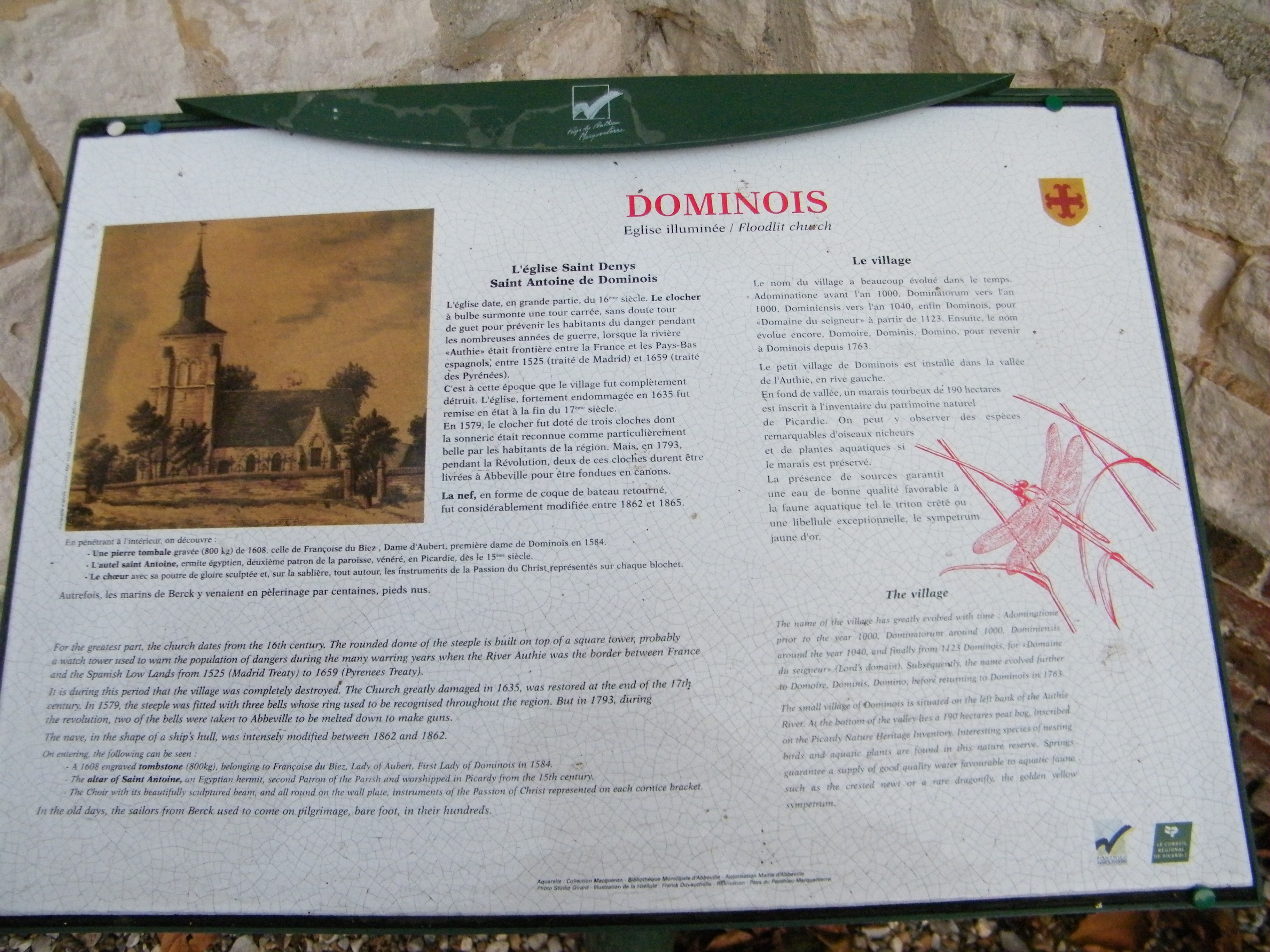
Panneau d'informations.
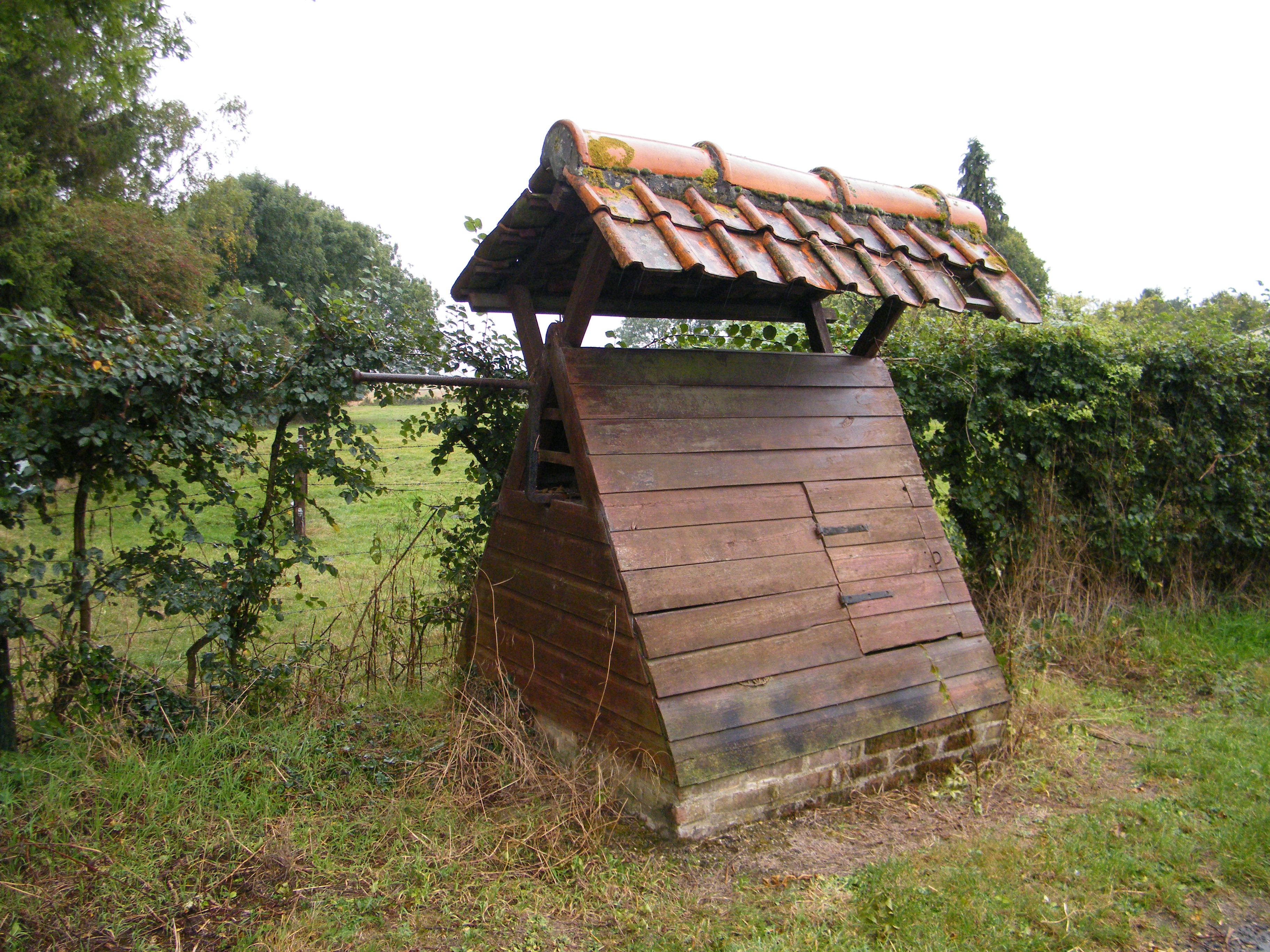
Puits ancien à Petit-Chemin.

### Héraldique
|  | Les armes de la commune se blasonnent ainsi : de sable à la croix ancrée d'or. |